# Tomoya Tsuboi
Tomoya Tsuboi (japanisch; 坪井智也) (* 25. März 1996 in Hamamatsu, Präfektur Shizuoka) ist ein japanischer Boxer. Er gewann die Goldmedaille im Bantamgewicht bei den Weltmeisterschaften 2021 in Belgrad und wurde damit Japans erster Goldmedaillengewinner bei Boxweltmeisterschaften.

## Karriere
Der rund 1,60 m große Linksausleger begann 2007 mit dem Boxsport und wurde unter anderem von Shinsuke Umeshita trainiert. Er war Viertelfinalist der Asienmeisterschaften 2015, Achtelfinalist der Weltmeisterschaften 2015 und Achtelfinalist der Asienspiele 2018.
Bei den Weltmeisterschaften 2021 in Belgrad besiegte er Manuel Cappai, Shahobiddin Zoirov, Jabali Breedy, Billal Bennama sowie Machmud Sabyrchan und wurde dadurch Weltmeister im Bantamgewicht.
2022 gewann er eine Bronzemedaille bei der Asienmeisterschaft in Amman und erreichte bei der Weltmeisterschaft 2023 in Taschkent nach einer knappen Niederlage (3:4) gegen Hasanboy Doʻsmatov einen fünften Platz. Eine weitere Bronzemedaille gewann er bei den Asienspielen 2023, nachdem er im Halbfinale erneut gegen Doʻsmatov unterlegen war.